# Эдкинс, Найджел
На́йджел Го́вард Э́дкинс (англ. Nigel Howard Adkins; род. 11 марта 1965, Биркенхед, Мерсисайд) — английский футболист; тренер.

## Карьера
Эдкинс выступал на позиции вратаря в английских клубах «Транмир Роверс», «Уиган Атлетик» и в валлийском «Бангор Сити».
Тренерская карьера Найджела Эдкинса началась с должности помощника главного тренера в «Бангор Сити». В 1996 году он начал работу в клубе «Сканторп» в качестве физиотерапевта. И только через 10 лет Эдкинс был переведён на должность главного тренера команды. Он работал в клубе «Сканторп» на протяжении четырёх лет (2006—2010). В 2010 году занял пост главного тренера «Саутгемптона». Под его руководством «святые» вышли в премьер-лигу. В марте 2013 года был назначен главным тренером «Рединга».
После «Рединга» Эдкинс год работал главным тренером «Шеффилд Юнайтед».
В декабре 2017 года возглавил «Халл Сити», где сменил Леонида Слуцкого.